# Festival de Saint-Sébastien 1955
La 3e édition du Festival de Saint-Sébastien  s'est tenue du 19 au 26 juillet 1955. Pour cette troisième édition, le festival a été déclaré compétitif et spécialisé pour les films en couleur par la FIAPF qui lui a donné le soin d'attribuer le Grand prix International de la Couleur. Dans cette édition ont été décernées pour la première fois les « coquilles » qui sont l'emblème du festival, même si elles sont d'abord en argent.

## Jury officiel
- José Camón Aznar
- Menchu Gal (es)
- Luis Gómez Mesa
- Miguel Pérez Ferrero
- Louis Touchages
- Giovanni Piergili
- Günter Schwartz
- Gavin Lambert

## Palmarès
- Coquille d'Argent de la meilleure couleur : Giorni d’amore, de Giuseppe De Santis (Photographie : Otello Martelli) (Italie)
- Coquille d 'Argent de la meilleure couleur (Court métrage) : Toot, Whistle, Plunk and Boom, de Tom Oreb (États-Unis)
- Mention spéciale : La pícara molinera, de León Klimovsky (Photographie : Antonio L. Ballesteros) (Espagne)